# Paul Twaroch
Paul Twaroch (* 15. März 1932 in Wien; † 21. Dezember 2021) war ein österreichischer Jurist, Rundfunkmanager und Journalist.

## Leben
Paul Twaroch promovierte im Jahr 1956 an der Rechts- und Staatswissenschaftlichen Fakultät der Universität Wien.
Twaroch war in verschiedenen Ministerien tätig, bevor er in den Jahren 1970 bis 1978 Generalsekretär des ORF wurde. In den Jahren danach war er bis 1998 Intendant des Landesstudios Niederösterreich. In den Jahren 2000 bis 2002 war er Vorsitzender des Presserates. Er wurde am Gersthofer Friedhof (Gruppe N, Nummer 35) bestattet.
Paul Twaroch hat zwei Töchter; seine Tochter Eva Twaroch (1963–2018) war Auslandskorrespondentin des ORF. Seine zweite Tochter, Gabriele Thoma-Twaroch, ist Vorsteherin des Bezirksgerichts Josefstadt in Wien.

## Auszeichnungen
- 1995: Jakob-Prandtauer-Preis für Wissenschaft und Kunst der Stadt St. Pölten
- 1998: Komtur mit Stern des Päpstlichen Ritterordens des heiligen Gregors des Großen[7]
- 1999: Großes Silbernes Ehrenzeichen für Verdienste um die Republik Österreich[8][9]
- Ehrenbürger wurde er in der Gemeinde Großweikersdorf für seine Bemühungen um den Komponisten Ignaz Josef Pleyel.[10]
- Gratias agit der tschechischen Republik (2021)[11]

## Werke
- (mit Wolfgang Buchner): Rundfunkrecht in Österreich:Bundesverfassungsgesetz und Rundfunkgesetz samt Erläuterungen und Entscheidungen; ORF-Programmrichtlinien, Redakteursstatut, Rundfunkempfangsanlagengesetz, 1992, Juridica-Verlag ISBN 3851310047